# 載入器
載入器（英語：Loader），又譯為加載器、載入程序，是作業系統的一部份，負責程式的載入。它是程式執行中不可或缺的一個步驟，載入器會將程式置放在記憶體中，讓它開始執行。載入程式的步驟包括，讀取執行檔，將執行檔的內容寫入記憶體中，之後開展其他所需的準備工作，準備讓執行檔運行。當載入完成之後，作業系統會將控制權交給載入的程式碼，讓它開始運作。
在计算机系统中，加载器是操作系统中负责加载程序和库的部分，是程序启动过程中必要的一步。加载器将程序放入内存当中并准备好执行。加载一个程序，要将包含程序指令序列的可执行文件拷贝或者映射到内存中，并执行一些其他的运行前准备工作。当加载完成时，操作系统就将控制权移交给加载好的程序以开始运行。
所有支持程序加载的操作系统都有加载器，除了一些只支持固定程序集的专用计算机系统。嵌入式系统一般不设有加载器，程序代码直接从ROM上获取（或以其它相似的方式）。为加载操作系统本身，在启动的过程中会使用一个专门的引导程序（Boot Loader）。在许多操作系统中，加载器永久驻留在内存中，尽管一些支持虚拟内存的操作系统可能会允许它放置于支持分页的内存区域。
在支持虚拟存储系统的操作系统中，加载器可能不会直接将可执行文件的内容拷贝到内存中，而是简单地向虚拟存储器声明一个从可执行文件内容到一块分配的用以容纳运行时程序的内存区域的映射（见内存映射文件），使虚拟存储器知晓那些包含这些内存区域的页需要在被运行的程序访问时进行填充。这可能意味着程序的部分代码在被使用到之前并不会被拷贝进内存中，而永远不使用的代码可能永远也不会被加载到内存中。